# William Daniel Conybeare
William Daniel Conybeare (Horsham, Regne Unit, 7 de juny de 1787 - Winchester, Regne Unit, 12 d'agost de 1857) va ser un geòleg i paleontòleg britànic.
Conybeare va néixer a Londres i va estudiar en el Christ Church College, de la Universitat d'Oxford. Va entrar en les ordes i va ser vicari de Wardington (prop de Bristol). Durant aquest període, va ser un dels fundadors de la Bristol Philosophical Institution l'any 1822. Va ser rector de Glamorganshire a Sully de 1823 a 1836, i vicari de Axminster de 1836 a 1844. Va ser encarregat de l'ensenyament a partir de 1839, i rector del Bisbat anglicà de Llandaff a partir de 1845.
Es va interessa per la geologia gràcies als cursos de John Kidd (1775-1851). Quan va acabar els seus estudis, va viatjar pel Regne Unit i pel continent, i va ser un dels primers membres de la Geological Society of London.
William Buckland (1784-1856) i Adam Sedgwick (1785-1873) van reconèixer la tasca de Conybeare en l'avanç de la geologia.
L'any 1821, William Conybeare va descriure amb mestratge un esquelet de plesiosaurie descobert per Mary Anning (1799-1847). Els principals elements de l'informe que en aquesta oportunitat va fer, van anar posteriorment confirmats per recerques ulteriors.
També va publicar alguns treballs sobre els estrats de carbó d'Anglaterra en el sud-oest (amb William Buckland el 1824), sobre la vall del Tàmesi, sobre la teoria de la formació de les cadenes de muntanyes de Léonce Élie de Beaumont (1798-1874), i sobre un lliscament de terra prop de Lyme Regis el 1839.
Però la seva principal obra sens dubte és Outlines of the Geology of England and Wales (obra del1822), una segona edició d'un treball de William Phillips (1775-1828) coescrita amb l'autor. Les contribucions de Conybeare formen la part principal d'aquesta edició, on només la primera part descrivia el Carbonífer i els estrats més recents. Aquest escrit va tenir gran influència en certs cercles del Regne Unit.
Conybeare va ser membre de la Royal Society, i membre de número de l'Institut de França. El 1844 va rebre la Medalla Wollaston.